# Ulica Kapitulna w Warszawie
Ulica Kapitulna – ulica w warszawskiej dzielnicy Śródmieście.

## Opis
Ulica została wytyczona w 1689 przez środek jurydyki Kapitulnej, utworzonej w 1638 na terenie znajdującym się między ulicami Podwale i Miodową. Jurydyka znajdowała się pod zarządem kapituły kolegiaty św. Jana, od której pochodzi nazwa ulicy. W XVII wieku nazywano ją również Szpadnią; nazwa pochodziła od mieszkających tam rzemieślników wyrabiających broń sieczną.
W XVIII wieku drewniana zabudowa ulicy zaczęła być zastępowana murowaną. Po jej południowej stronie znajdowało się pięć posesji, a po północnej cztery. Około 1757 przy ul. Miodowej wzniesiono przyuliczny pałac Jana Karola Mniszcha (Chodkiewiczów) z budynkami pomocniczymi od strony ul. Kapitulnej. Pod koniec XVIII wieku ulica miała stosunkowo zwartą, w większości dwupiętrową zabudowę.
Do 1939 Kapitulna miała charakter cichego zaułka, zamieszkałego przez niezamożną ludność. W podwórzu posesji nr 8 działało przedsiębiorstwo „Jan Wróblewski i S-ka” produkujące wyroby cukiernicze.
Podczas obrony Warszawy we wrześniu 1939 spłonęły domy po nieparzystej stronie ulicy; pozostałe zostały spalone i częściowo zburzone w 1944. W czasie powstania warszawskiego na ulicy zbudowano dwie barykady (przy ulicach Podwale i Miodowej).
Większość odbudowanych po wojnie budynków różni się od tych sprzed 1939. W nowej numeracji brak jest adresów o numerach nieparzystych, gdyż są one przypisane numeracji ulicy Miodowej (numer 12) lub Podwale (numer 9), mimo to w niektórych opracowaniach podawana jest podwójna numeracja – oficjalna i tradycyjna, uwzględniająca adresy z numeracją Kapitulnej od 1 do 9 (oraz 7/9).
W 1965 ulica jako założenie urbanistyczne została wpisana do rejestru zabytków. W latach 2012–2016 wszystkie budynki znajdujące się przy ulicy ujęto w gminnej ewidencji zabytków.